# Historia del Real Club Deportivo de La Coruña (1991-1998)

## Ascenso a primera y nacimiento del Súper Dépor

### Temporada 1991/1992
La temporada 91-92 puede considerarse de transición. Se planteó con una mezcla de veteranía y juventud, con Claudio Barragán, Ribera, López Rekarte, Canales, Liaño, Kirov, Kiriakov, etc., como bandera de un grupo humano dirigido por Marco Antonio Boronat, quien antes de terminar la temporada dejaría la batuta a Arsenio Iglesias con la papeleta de salvar al equipo del descenso. En La Coruña los aficionados reciben al equipo, que llegaba de jugar y ganar la promoción ante el Betis, como si de un Campeón de Liga se tratase. Además de mantener la categoría, las coordenadas económicas también eran positivas.

### Temporada 1992/1993
En la temporada 92-93 el Club se ve obligado a convertirse en sociedad anónima deportiva. Los fichajes de los brasileños Bebeto y Mauro Silva esta misma temporada y el buen papel del equipo en Liga finalizando en tercera posición supusieron el nacimiento de lo que se vino en llamar "Súper Dépor". Además y a nivel individual, Bebeto termina la temporada como máximo goleador y Liaño como el portero menos goleado. Las Ligas, que hasta el momento se estaban decidiendo a dos bandas, tenían un nuevo actor con grandes posibilidades, el Deportivo que, con mucho menos presupuesto, plantaba cara a los dos grandes de siempre. El equipo no sólo se convierte en el preferido de los coruñeses y los gallegos, sino que otros muchos aficionados de todo el territorio nacional prefieren al Deportivo en detrimento de los tradicionales Real Madrid y Barcelona.

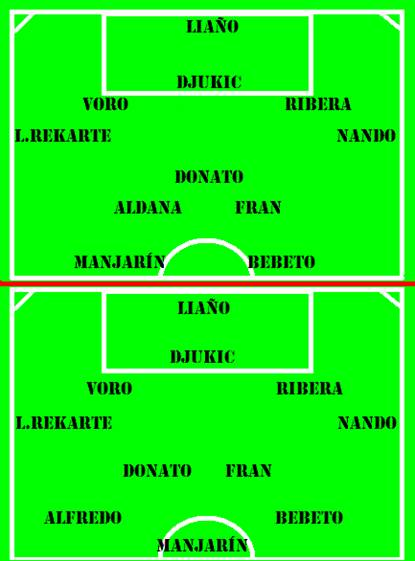
Alineación inicial en la final de la Copa del Rey (arriba). Alineación inicial en la reanudación del partido (abajo).

### Temporada 1993/1994
El "Súper Dépor" a punto estuvo de adjudicarse su primera liga en la temporada (1993/94): un penalti a favor, malogrado por el serbio Djukic en el último minuto del partido que cerraba el campeonato contra el Valencia dio el título al FC Barcelona. El Dépor pierde un campeonato que lideró desde la jornada 14.ª. No obstante, dicha temporada pasó a la historia como la primera en la que el Deportivo jugó una competición continental, la Copa de la UEFA, siendo eliminado en los octavos de final por el Eintracht Frankfurt. Además, esta temporada el Depor se convirtió en el mejor equipo defensivo en una temporada de Liga, encajando tan sólo 18 goles en las 38 jornadas de Liga (solo recibió goles en 12 partidos), lo que hace un promedio de 0,474 goles/partido.

### La Copa
El primer título, una Copa del Rey, se consiguió en Madrid el 27 de junio de 1995 con goles de Manjarín y de Alfredo, tanto que será almacenado en las retinas de todos los deportivistas después de un gran centro, saltando y rematando de cabeza ante un atónito Zubizarreta que vio como el jugador se anticipaba a su salto, en un partido disputado en dos actos (el sábado 24 y el martes 27 de junio), debido a una gran tromba de agua caída sobre Madrid aquel sábado. El partido se reanudó en el minuto 35 de la segunda parte y Alfredo solo tardó 56" en anotar el gol. El Súper Dépor era entrenado por Arsenio Iglesias, siendo sus jugadores claves Liaño, Djukic, Claudio, Aldana, Fran, Mauro Silva y Bebeto.
Entre las temporadas 92/93 y 94/95, el club obtiene dos subcampeonatos (93/94 y 94/95) y un tercer puesto (92/93) en la Liga, además de una Copa del Rey de Fútbol (1995). A título individual, hay que destacar los trofeos de Bebeto como "Pichichi" en la temporada 1992/1993 y de Liaño como "Zamora" en la 1992/1993 y 1993/1994.

## Una etapa irregular

### Temporada 1995/1996
La temporada 1995/96 comienza con la victoria sobre el Real Madrid en el trofeo Teresa Herrera, el primero de los blanquiazules en 26 años. Bajo las órdenes del galés John Benjamin Toshack el Deportivo gana su primera Supercopa y alcanza las semifinales de un torneo europeo en la desaparecida Recopa de Europa. Cae ante el Paris Saint-Germain por un global de 2 a 0 (0-1 en Riazor y 1-0 en París) después de dejar por el camino a Apoel, Trabzonspor y Real Zaragoza. El equipo francés acabaría levantando el trofeo al vencer en la final al Rapid Viena. En el torneo doméstico, el Deportivo termina en la novena posición, lejos del nivel de las temporadas anteriores. Esta temporada dejará para la historia la actuación de Bebeto ante el Albacete en un partido de Liga.

### Temporada 1996/1997
Una temporada más tarde y a pesar del despido del entrenador galés debido a sus discrepancias con el presidente y con la afición deportivista el Dépor acaba la Liga en la tercera posición de la mano del brasileño Carlos Alberto Silva. En estos años, a raíz de la Ley Bosman, se produce un desembarco de jugadores extranjeros en el club, como por ejemplo Rivaldo, Corentin Martins, Madar, Kouba, Bonnissel, Naybet, Songo´o, Flavio, Hélder, Renaldo o Nuno. El resultado es un vestuario muy conflictivo debido a la diversidad de culturas, algo más propio de la ONU que de un equipo de fútbol.

### Temporada 1997/1998
En la temporada 1997/98 el Deportivo ficha a uno de los mejores jugadores de su historia, el bresileño Djalminha. Los aficionados deportivistas podrán disfrutar de la dupla Djalma-Rivaldo únicamente durante la pretemporada, al producirse a mediados de agosto el fichaje más caro en la historia del fútbol por esas fechas: Rivaldo se va al Barça a cambio de su cláusula de rescisión, cifrada en 24 millones de euros. A nivel deportivo, esta es una de las peores temporadas en la historia reciente del club, eliminados a las primeras de cambio en UEFA y duodécimos en Liga, con cambio de entrenador incluido: José Manuel Corral, técnico interino, sustituye al brasileño Carlos Alberto Silva.
En estas fechas cabe destacar los acuerdos televisivos millonarios por parte de los clubes. Estos contratos permitieron la llegada de nuevos "cracks", por lo que la Liga española pasó a conocerse en los medios como la Liga de las Estrellas. En el caso del Deportivo, firmó un contrato de 7 temporadas con Canal+ a razón de 18 millones de euros por cada una de ellas.
| Predecesor: Los peores años | El Súper Dépor De 1991 a 1998 | Sucesor: El Euro Dépor |